# فيصل التبيني
فيصل التبيني هو سياسي تونسي، مؤسس ورئيس حزب صوت الفلاحين. خلال الانتخابات البرلمانية التونسية 2014 انتخب ممثلاً عن جندوبة  وأعيد انتخابه في 2019.

## نبذة
عمل التبيني صلب لجنة الزراعة والأمن الغذائي والتجارة والخدمات ذات الصلة من فيفري 2015 إلى سبتمبر 2016 وفي لجنة الإصلاح الإداري والحكم الرشيد ومكافحة الفساد وإدارة الأموال العامة من أفريل 2015 إلى سبتمبر 2016.
عرف عنه نقده اللاذع لحركة النهضة ولتيار الإسلام السياسي في تونس. في 13 أبريل 2020، استقال من الكتلة البرلمانية للكتلة الديمقراطية.
في 25 يوليو 2021، جمدت عضويته في البرلمان ورفعت عنه الحصانة، فجرى إيقافه من قبل قوات الأمن على ذمة قضايا إساءة وثلب. لاحقا، قضت الدائرة الجناحية بالمحكمة الابتدائية بتونس في مارس 2022 بسجن فيصل التبيني لمدة 10 أشهر بتهمة «الإساءة إلى الغير عبر مواقع التواصل الاجتماعي».